# Crème (couleur)

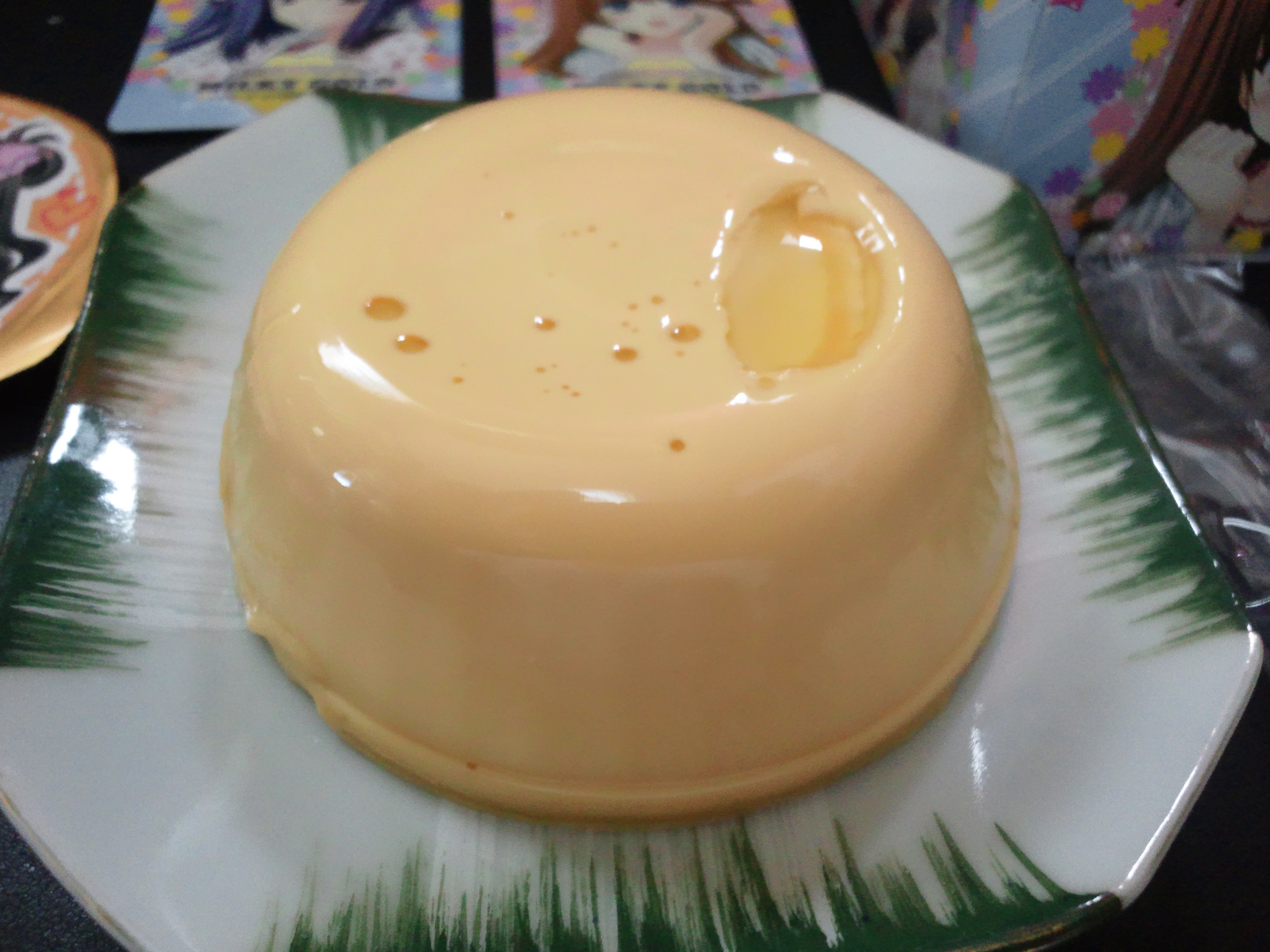
Pudding de couleur crème.

La couleur crème est un jaune-orangé très pâle ou un blanc cassé de jaune, d'après la couleur de la crème de lait.
Nom de couleur en usage depuis très longtemps, la couleur crème fait partie du petit nombre de termes retenus dans la norme AFNOR X080-010 « Classification générale méthodique des couleurs » issue des travaux du Groupe d'Études sur les Peintures et Vernis au cours des années 1960 et 1970. Le nom crème convient, selon cette norme, pour les teintes désaturées de clarté élevée dont la teinte dominante est jaune-orangé, correspondant à une longueur d'onde dominante comprise entre 579 et 584 nanomètres. Plus clairs, ce sont des blancs, plus foncés, des beiges, et plus rouges, des roses et plus orangés, des ivoire.
| Y = 85 p = 0,15 | 579 |  | 580 |  | 581 |  | 582 |  | 583 |  | 584 |
| Y = 75 p = 0,25 | 579 |  | 580 |  | 581 |  | 582 |  | 583 |  | 584 |

Le  nuancier RAL indique RAL 9001 Blanc crème.
Dans les nuanciers commerciaux, on trouve, en peinture pour la décoration, 872 Crème de lait ; en fil à broder 712 crème

## Histoire
L'expression blanc de crème est attestée en 1792, dans une description anatomique.
Le Répertoire de couleurs de la Société des chrysanthémistes, publié en 1905, donne quatre échantillons d'un Blanc crème, en indiquant comme synonyme Blanc d'Ivoire, et autant d'un Jaune crème, précisant « couleur ordinaire de la crème formée sur le lait et y ayant séjourné ; la crème fraichement formée a servi de type au blanc crème ».